# جوني أراي (1994)
جوني أراي (باليابانية: 新井 純平) (مواليد 12 نوفمبر 1994)، هو لاعب كرة قدم كان يلعب كمدافع.

## وصلات خارجية
- جوني أراي (1994) على موقع الاتحاد الدولي (مؤرشف)  (الإنجليزية)
- جوني أراي (1994) على موقع رابطة كرة القدم اليابانية للمحترفين (اليابانية)
- جوني أراي (1994) على موقع قاعدة بيانات كرة القدم.إي يو (الإنجليزية)
- جوني أراي (1994) على موقع Soccerway.com (الإنجليزية)
- جوني أراي (1994) على موقع عالم كرة القدم.نت (الإنجليزية)